# فردیناند فون میلر

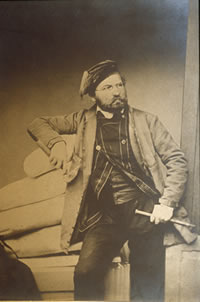
فردیناند فون میلر (بزرگ)

فردیناند فون میلر (انگلیسی: Ferdinand von Miller؛ ۱۸ اکتبر ۱۸۱۳ – ۱۱ فوریه ۱۸۸۷) مجسمه‌ساز، صنعتگر و مهندس اهل آلمان بود.

## نگارخانه

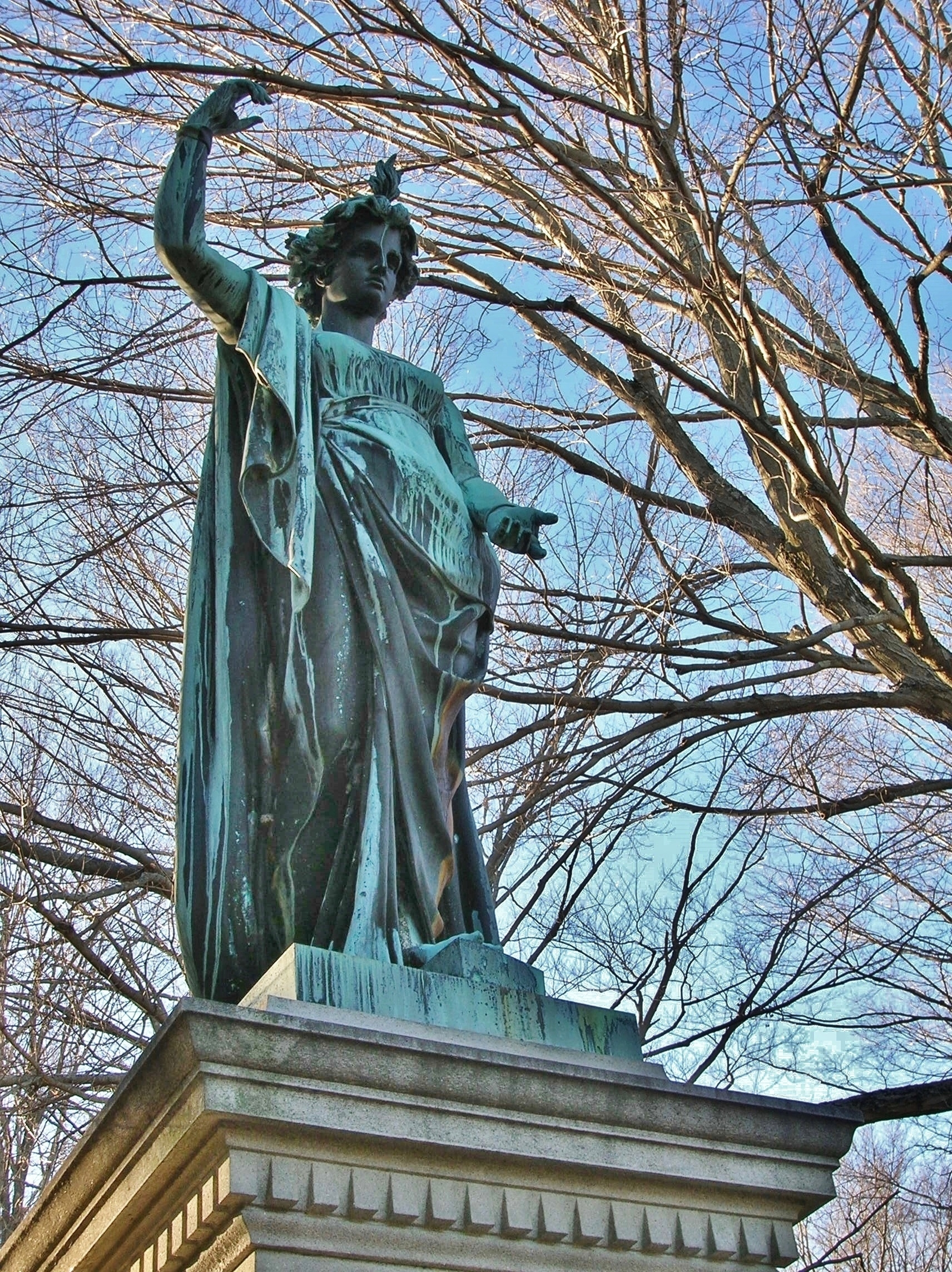
مجسمه بنای یادبود خانواده کلارک، گورستان سیدر هیل ( توسط فردیناند فون میلر در سال ۱۸۶۹).
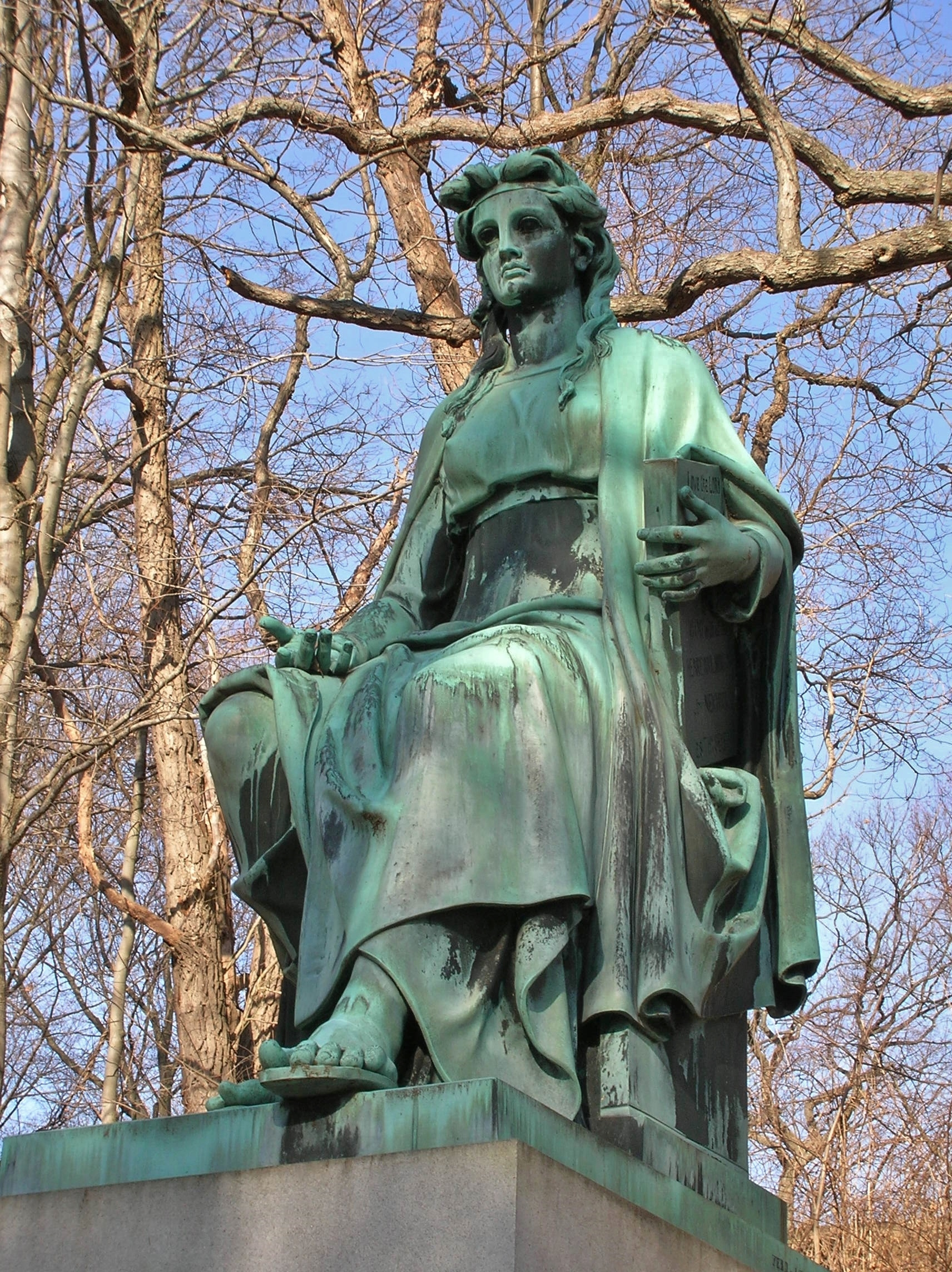
مجسمه بنای یادبود خانواده بندیکت، گورستان ریورساید ( توسط ترومن اچ بارتلت در سال ۱۸۷۱ طراحی و توسط فردیناند فون میلر در سال ۱۸۷۲ ساخته شد).[۱]).

## فرزندان
پسرانش، فردیناند فون میلر (جوان) و اسکار فون میلر، همانند خودش از مشاهیر آلمان هستند.